# انتخابات مجلس شورای ملی (۱۳۰۵)
انتخابات مجلس ششم شورای ملی و در ۵ تیر ماه سال ۱۳۰۵ به پایان رسید. این انتخابات اولین انتخاباتی بود که در زمان سلطنت رضاشاه به عنوان شاه ایران صورت پذیرفت و سرآغاز دورانی (مجالس ششم تا سیزدهم) بود که مجلس به نهادی تشریفاتی تبدیل گشت.

## انتخابات
شاه برای اینکه از تحت کنترل نگه داشتن نمایندگان اطمینان حاصل کند، مصونیت پارلمانی آنان را لغو و همه احزاب سیاسی را ممنوع کرد. این تنها انتخاباتی بود که کاملاً دستکاری نشده بود_بقیه ی انتخاباتها کاملاً دستکاری شده بودند_ و توانست تا حدودی اعتبارش را حفظ کند و انتخابات سالم تا زمان انتخابات قانونی سال ۱۳۲۲ تکرار نشد. چند تن از منتقدان رضا شاه از جمله حسن مدرس با بالاترین تعداد آرا، محمد مصدق، حسن مستوفی و حسین پیرنیا موفق به کسب کرسی مجلس از حوزه ی تهران شدند.
با توجه به گزارش وزیر مختار انگلیس مورخ اوایل سال ۱۹۲۶ «مجلس شورای ملی ایران را نمی‌توان جدی گرفت. نمایندگان آن آزاد نیستند؛ زمانی که شاه چیزی می‌خواهد به سرعت تصویب می‌شود، زمانی که او مخالف است از آن بحث خارج می‌شوند و هنگامی که او بی‌تفاوت است بحث‌ها و گفتگوهای زیاد و بی هدفی صورت می‌گیرد.»